# 동백꽃 (2004년 영화)
동백꽃 프로젝트 - 보길도에서 일어난 세 가지 퀴어 이야기(Camellia Project)는 한국에서 제작된 이송희일 감독의 2004년 드라마, 멜로/로맨스 영화이다. 황춘하 등이 주연으로 출연하였다.

## 출연

### 주연
- 황춘하
- 김왕근
- 송주희
- 정해심

### 조연
- 정승길
- 이응재

## 제작진
- 제작부장: 진승범
- 제작부: 김지영
- 촬영부: 정해심
- 촬영부: 정희성
- 촬영부: 정영헌
- 조명: 이명호
- 조연출: 오현수
- 조연출: 정현진
- 조연출: 최명수
- 연출부: 송승민
- 연출부: 조정일
- 스크립터: 이원정
- 스크립터: 이진희
- 스크립터: 전소연
- 녹음: 민규식
- 동시녹음: 김광진
- 믹싱: 김강오
- 분장: 양유미
- 분장: 이진영
- 애니메이션: 정재훈
- 애니메이션: 한송이
- 붐오퍼레이터: 이채윤
- 붐오퍼레이터: 송하연
- 시각효과부문: 정재훈